# Canuto y Canito
Canuto y Canito (Augie Doggie and Doggie Daddy en inglés) son personajes de dibujos animados, creados por la factoría estadounidense de animación Hanna-Barbera. Se trata de dos perros antropomorfos parlantes, cuyas aventuras fueron emitidas en las emisoras sindicadas de televisión estadounidense a partir de 29 de septiembre de 1959 hasta el 20 de octubre de 1961 como segundo segmento del programa titulado el "Show de Tiro Loco McGraw", donde también, se emitían las aventuras del equino pistolero, y las aventuras de los detectives "Super Fisgón y Despistado". La serie de Canuto y de Canito contó con 45 episodios de siete minutos de duración cada uno. Tras finalizar esta etapa los derechos de emisión fueron adquiridos por la cadena CBS que reemitió los capítulos desde septiembre de 1963 hasta septiembre de 1966.

## Argumento
El segmento trata acerca de las desventuras de Canuto (Doggie Daddy) un perro salchicha (Dachshund) parlante de color naranja, quien como un padre soltero trata de hacer lo mejor al criar a Canito (Augie), su hijo amado.

Por otra parte Canito (Augie Doggie) es un cachorro de inteligencia precoz muy parecido a su padre en lo físico, aunque más pequeño. En muchas ocasiones Canito suele ser más competente y listo que Canuto. Canito quiere mucho a su padre y se refiere a él cariñosamente con frases como “mi viejo y cansado padre” o “mi siempre fiel padre”.

A menudo el conflicto entre padre e hijo surge cuando Canito se hace amigo o adopta como mascota a alguien que no es del agrado de Canuto; sin embargo Canuto termina aceptando la circunstancia originada por su hijo al final de cada capítulo.

## Voces y doblaje
La voz original de Canuto estaba basada en la del actor real Jimmy Durante. El doblaje en español de los personajes fue realizado en México.
| Personaje | Voz Original | Doblaje en Español                           |
| --------- | ------------ | -------------------------------------------- |
| Canuto    | Doug Young   | Juan Domingo Méndez                          |
| Canito    | Daws Butler  | Jorge Arvizu Sergio de Bustamante Polo Ortín |

## Episodios
A continuación relación de los 45 episodios de la serie de Canuto y Canito. Estos están ordenados cronológicamente según fueron apareciendo en el programa "El Show de Tiro Loco McGraw" conjuntamente con Super Fisgón y Despistado y los de Tiro Loco McGraw. 
Los títulos aparecen traducidos en español con su título original en inglés y una breve sinopsis del capítulo.

### Primera temporada
1. Zorro buscado Zorro cazado' (Fox Hound Hounded Fox): Cansado de sus zorros de juguete Canito tiene la idea de buscar uno de verdad en el bosque.
2. El cachorro Guardián (Watchdog Augie): Canuto permite a Canito vigilar la casa durante una noche.
3. Un zorrillo persistente (Skunk You Very Much): Canito tiene por amigo a una mofeta por mucho que a su padre le disguste.
4. Un Picnic increíble (In the Picnic Time): Una hormiga mandará sus tropas a enfrentarse a Canuto, arruinando su pícnic.
5. El viaje de Canito (High & Flighty): Canito y Canuto ascienden en un platillo volante y entran en órbita.
6. Canito y el caballo (Nag, Nag, Nag): Canito quiere quedarse un caballo pero su padre se muestra receloso.
7. La ley del hielo (Talk It Up Pup): Por razones desconocidas Canito se niega a hablarle a su padre.
8. Canuto, estrella de TV (Tee Vee Or Not Tee Vee): Un vecino desafía a Canito a que si su padre no aparece en televisión, Canuto no será alguien para él.
9. Un día en el circo (Big Top Pop): Canito decide irse a vivir la vida del circo, Canuto decide seguirlo.
10. El Robo del Millón de Dólares (The Million Dollars Robery): Canito roba un saco de dinero de un banco para pagar las facturas de casa. O eso es lo que piensa Canuto.
11. Padre por un día (El Pup Plays Pop): Canito y Canuto intercambian papeles.
12. El campamento (Pop´s Nature): Canito y su padre van de camping, Yogi aparecerá en este episodio.
13. Ratón sin miedo (Good Mouse Keeping): El dúo decide si dejar quedarse a un ratón en su casa.
14. El perro volador (Whatever Goes Pup): Canuto toma una poción que le convierte en cachorro.
15. Felinus domésticus (Cat Happy Pappy): Canuto enseña a su hijo a tratar con un gato vicioso
16. Mayordomo por un día (Ro·butler) : Canito inventa un robot para su servicio doméstico.
17. La fórmula encogedora (Pipsqueak Pop): Canuto prueba una nueva poción de su hijo y encoge.
18. El capitán Zoom-Zoom (Fan Clubbed): Debido a que el héroe favorito de Canito no quiere aparecer en el cumpleaños de su hijo, Canuto disfrazado decide tomar cartas en el asunto.
19. Cría cuervos, y vivirán en tu casa (Crow Cronies): Un astuto cuervo engaña a la pareja para que estos le prodiguen su hospitalidad.
20. Lo que el pato se llevó (Gone to the Ducks): Un pato huérfano desea ser adoptado por la familia. Yakky Doodle.
21. Mi marciano favorito (Mars Little precious): Un pequeño marciano es enviado para que Canito lo cuide como canguro.
22. Los mosquiteros (Swats the Matter): Tres mosquitos se infiltran en la casa de la familia Douggie.
23. El león escapista (Snaggleppuss): Con el León Melquíades (Dientefiero).
24. Andante avecilla, andante (Hum Sweet Hum): Un gato callejero con un colibrí decide que Canito le entrene antes de su gran aparición televisiva.
25. El pájaro carpintero (Peck O´Trouble): Un pájaro carpintero quiere alojarse en la casa de Canuto. Pese a las objeciones de Canuto el pájaro acabará despistándolo.

### Segunda temporada
1. Avestruz comilón (Fuss & Feathers):
2. A volar, patos (Yuk, Yuk Duck): El patito huérfano les hace una visita Yakky Doodle.
3. Un redrojo con arrojo (It's A Mice Day): Canito curara a su amigo, un ratón
4. Hermanos carnívoros (Bud Brothers): Canito creará una planta voraz que les dejará sin comida.
5. Gigante a la medida (Pint Giant): Mientras Canito quiere encontrar un gigante sólo existente en las fábulas, Canuto intentará hacer su deseo realidad mediante un disfraz.
6. El Gusano sabio (It´s a Worm Day): Temiendo perder su mítica valentía, tal que lo hizo su padre Canuto intentará desembarazarse de un gusano que se come los libros de su librería
7. Papá es el Paciente (Patient Pop): Canuto finge ser un paciente enfermo para jugar junto a su hijo.
8. Llevémonos al patito (Lets Duck out): Mientras el dúo emprende un viaje, reciben de nuevo la visita del patito huérfano. Yakky Doodle
9. El León casero (The Party Lion): Un león escapa del zoológico y se esconde en la casa de Canuto y de Canito disimulando como si fuese una alfombra.
10. Los mosqueteros (The Musket Tears): Canuto relata a su hijo historia sobre su vida como mosquetero, asombrando a su hijo.
11. El caballo padre (Horse Fathers): Canito recibe un caballo como regalo de aniversario.
12. Psilocología infantil (Playmute Pup): Canito se crea un amigo imaginario.
13. El Pequeño genio (Little Wonder): Canuto espera hacer de su hijo un genio.

### Tercera temporada
1. La isla del tesoro (Treasure Jest): Canito y un loro inglés irán a la busca de un tesoro.
2. Cazador de gorilas (From Ape To Z): Canito tiene como amigo a un gorila y decide meterlo dentro de casa.
3. Augie crece (Growing, Growing Gone): Canito comienza un viaje en su imaginación.
4. Dinero falso (Dough Nutty): Canito se encuentra con una máquina falsificadora de dinero. El dueño intentará recuperarla.
5. Fiesta del espacio (Party Pooper Pop): Canuto aconseja a Canito para impresionar a sus convidados en su fiesta.
6. Casa para el Ratón (Hand To Mouse): Canuto le pide a El Ratón Escocés que abandone la casa pero éste se niega.
7. Vacaciones frustradas (Vacation Tripped): La familia va de safari a Marte donde se encontrará con un conejo marciano.

## Otras apariciones
Después de la cancelación del programa de Tiro Loco McGraw, Canuto y Canito se encuentran como protagonistas secundarios en otras series de los estudios de animación Hanna-Barbera.
- El Arca Loca de Yogui La película (1972).
- El Clan del Oso Yogui (1973-1975).
- Las Olímpiadas de la Risa (1977).
- Yogui y la búsqueda del tesoro (1985).
- Yo Yogi! (1991).
- Jellystone (2021)

## Apariciones y referencias en otros medios
- Se considera que las figuras y situaciones de Canuto y Canito son similares a Spike (perro bulldog que aparece en el programa de Tom y Jerry) y su hijo Tyke; personajes que William Hanna y Joseph Barbera produjeron cuando ellos eran animadores de la MGM en los años cuarenta y cincuenta del siglo XX.[5]
- En la animación de Canuto y Canito trabajó el prestigioso Al Bertino, quien años más tarde sería uno de los pilares de la animación de Walt Disney. De hecho corre la siguiente broma sobre Bertino: Augie es el hijo de Bertino porque su hijo se llama efectivamente Augustino Bertino.
- Canuto y Canito fueron parodiados en Harvey Birdman, abogado.
- En la serie The Grim Adventures of Billy & Mandy aparece eventualmente Wiggy Jiggy Jed, un perro cuyo aspecto homenajea a Canuto.
- Canuto apareció en Flash Toons en el episodio Teenager Mutant Huck's Idea.